# 石黑恭平
石黑恭平（日语：石黒 恭平，1980年4月2日—），日本男性動畫導演、演出家。出身於神奈川縣秦野市，居住於東京都練馬區。妻子愛敬由紀子為動畫師、人物設計師。

## 來歷、人物
本名相同，參加動畫製作別名（將漢字全部轉換成片假名）。
石黑早年進入日昇動畫任製作進行一職，2009年以電視動畫《FAIRY TAIL》負責第8話演出成為他在動畫業界的出道作。
其後成為自由身，2014年電視動畫《四月是你的謊言》第一次擔任導演。
2013年，石黑以助理導演身分參加《团地友夫》的製作期間，將擔任導演的渡邊步視為師傅並以此做稱謂。

## 參加作品

### 電視動畫
- FAIRY TAIL（2009年－2010年，分鏡、演出）
- 放浪男孩（2011年，分鏡、演出）
- A頻道（2011年，演出）
- C³ -魔幻三次方-（2011年，分鏡、演出）
- 境界線上的地平線（2011年，演出）
- 聖誕之吻SS+ plus（2012年，分鏡、演出）
- 咲-Saki-阿知賀篇 episode of side-A（2012年－2013年，首席演出、分鏡、演出）
- 心連·情結（2012年，分鏡）
- 鄰座的怪同學（2012年，分鏡、演出）
- PSYCHO-PASS（2012年－2013年，演出）
- 团地友夫（2013年－2014年，助理導演／第1話－第39話擔任、分鏡、演出）
- 四月是你的謊言（2014年－2015年，導演、分鏡、演出、ED分鏡&演出）
- 槍與面具（2015年，導演[6]、分鏡、演出）
- 偶像活動Stars！（2016年，ED1分鏡&演出）
- 超自然9人組（2016年，導演、編劇、分鏡、演出）
- 機動戰士鋼彈 鐵血的孤兒（2017年，分鏡）
- 泥鯨之子們在沙地上歌唱（2017年，導演、編劇、分鏡、演出）

### 電影動畫
- 言語如蘇打般湧現（2020年，導演、編劇、演出）

## 相關項目
- 日本動畫師列表

## 外部連結
- studiochop （日語）－石黑恭平的官方個人網站。
- 練馬動畫官網 第5回：動畫導演 石黑恭平 （页面存档备份，存于） （日語）